# Opérations Vulcan et Strike
Campagne de Tunisie de la Seconde Guerre mondiale
Batailles
- Course pour Tunis
- Ligne Mareth
- Sidi Bouzid
- Kasserine
- Sejnane
- Ochsenkopf
- Capri
- Ksar Ghilane
- Pugilist
- El Guettar
- Wadi Akarit
- Longstop Hill
- Hill 609
- Vulcan
- Flax
- Retribution
- Strike

L'opération Vulcan (22 avril - 6 mai 1943) et l'opération Strike (6 - 12 mai 1943) sont les dernières attaques au sol des forces alliées contre les forces italiennes et allemandes à Tunis, au cap Bon, et à Bizerte, dernier pilier des forces de l'Axe en Afrique du Nord, pendant la campagne de Tunisie de la Seconde Guerre mondiale.

## Contexte
Le Generalfeldmarschall Erwin Rommel estimait que la position des forces de l'Axe en Tunisie était intenable, recommandant ainsi l'évacuation de toutes les troupes allemandes vers l'Italie, pensant qu'elles pourraient être plus utiles. Son conseil fut rejeté par Adolf Hitler. En avril 1943, un effort majeur de l'armée de l'air alliée (opération Flax) avait coupé l'approvisionnement de l'Axe en Afrique du Nord. Le IIe corps américain, commandé par le général de division Omar Bradley, encercla les derniers défenseurs à Enfidaville, mettant fin à la domination de l'Axe en Afrique du Nord. L'opération Retribution et le contrôle de l'air et de la mer empêchèrent toute évacuation à grande échelle des troupes de l'Axe vers l'Italie. L'offensive initiale portait le nom de code Vulcan.

## Opérations

### Vulcan
Les combats étaient coûteux contre les unités allemandes dans des défenses bien préparées et retranchées. Dans l'avancée sur Tunis, la 4e division d'infanterie britannique (IXe corps du lieutenant-général Brian Horrocks) se heurta aux parachutistes allemands (Fallschirmjager) de l'élite de la Fallschirm-Panzer-Division 1. À Cactus Far, l'infanterie britannique fut confrontée à un feu défensif étendu de parachutistes allemands bien dissimulés. Les chars Churchill du 12e Royal Tank Regiment (21e brigade de chars), avancèrent sans soutien d'infanterie et ceux-ci furent assaillis par les défenseurs utilisant des cocktails Molotov et des mines antichars « Teller » collantes. Douze d'entre-eux furent détruits et dans certains cas, leurs équipages furent sauvés des épaves en feu par les Allemands.

### Strike
Le 30 avril, l'État-major se rendit compte qu'une révision était nécessaire pour réussir l'objectif. La phase finale révisée de l'assaut sur Tunis fut baptisée Strike et lancée six jours plus tard. Ce jour-là, la 1re armée britannique du lieutenant-général Kenneth Anderson prit Tunis tandis que les troupes américaines atteignirent Bizerte. Le commandant allemand, le général Hans-Jürgen von Arnim se rendra finalement le 12 mai.

## Conséquences
Le 13 mai, toutes les forces de l'Axe restantes en Tunisie, sous le commandement du maréchal Giovanni Messe, se rendirent sans condition. Messe avait tenté la veille, avec l'approbation de Mussolini, de négocier une « reddition honorable », mais celle-ci avait été rejetée. Plus tôt dans la matinée, il fut promu Generalfeldmarschall mais les Alliés n'acceptèrent qu'une capitulation inconditionnelle et menacèrent de reprendre leurs attaques, interrompues la veille. À 12 h 20, Messe transmit ses ordres ; en compagnie du commandant allemand restant, Kurt von Liebenstein, il se rendit tard dans la journée. À la fin des opérations, près de 240 000 soldats allemands et italiens avaient été capturés.